# Michael Bay
Michael Benjamin Bay (Los Angeles, 17 de Fevereiro de 1965) é um diretor e produtor de cinema americano. É conhecido por produzir filmes de ação com grandes orçamentos, cortes rápidos e extenso uso de efeitos especiais, em especial explosões. Apesar do sucesso financeiro dos seus filmes, Bay normalmente é massacrado pelos críticos do cinema de arte e seus trabalhos costumam ganhar resenhas abaixo da média.

## Carreira
Depois de lançar sua carreira como diretor de vídeo e música comercial foi logo premiado, Michael rapidamente emergiu como um dos diretores de Hollywood mais ousados de longa-metragem. Caracterizado por suas sequências de estilo visual e de ação de alta octanagem (explosividade) agressivos que se tornaram sua assinatura cinematográfica, os filmes que Michael dirigiu e produziu através de suas duas empresas de produção já arrecadaram 6,5 bilhões de dólares em todo o mundo.
Seu currículo como diretor inclui os filmes Bad Boys e Bad Boys 2, A Rocha, Armageddon, Pearl Harbor, A Ilha, e os cinco primeiros da franquia Transformers.
Bay também tem três programas de televisão na produção, e está produzindo quatro filmes adicionais. Ele é o fundador e sócio-diretor da Platinum Dunes, uma empresa de produção originalmente concebida para dar talentosos diretores comerciais e vídeo a oportunidade de entrar no mundo do recurso.
Formado pela Universidade de Wesleyan e Art Center College of Design, Bay ganhou praticamente todos os prêmios principais no setor comercial, incluindo Cannes 'Golden Lion, o Grande Prêmio Clio, e o "Directors Guild of Diretor Comercial of America". Sua campanha "Got Milk?" reside na coleção permanente do Museu de Arte Moderna de Nova York.
Um nativo de Los Angeles, Michael vive em Miami. A Bay Films agora opera a partir de South Beach, enquanto Platinum Dunes de Santa Monica.

### Como diretor
- 1995 - Bad Boys[3]
- 1996 - A Rocha
- 1998 - Armageddon[3]
- 2001 - Pearl Harbor[3]
- 2003 - Bad Boys 2
- 2005 - The Island
- 2007 - Transformers[3]
- 2009 - Transformers: A Vingança dos Derrotados
- 2011 - Transformers: O Lado Oculto da Lua
- 2013 - Sem Dor, Sem Ganho
- 2014 - Transformers: A Era da Extinção
- 2014 - The Last Ship
- 2016 - 13 Horas: Os Soldados Secretos de Benghazi[5]
- 2017 - Transformers: The Last Knight
- 2019 - Esquadrão 6
- 2022 - Ambulância

### Como produtor
- 2003 - O Massacre da Serra Eletrica
- 2005 - Horror em Amityville
- 2006 - O Massacre da Serra Eletrica: O Início
- 2007 - The Hitcher
- 2008 - The Unborn
- 2009 - Sexta-feira 13
- 2010 - A Hora do Pesadelo
- 2011 - Eu Sou o Número Quatro
- 2013 - Sem Dor, Sem Ganho
- 2014 - Tartarugas Ninja
- 2014 - The Last Ship
- 2014 - Ouija
- 2016 - 13 Horas: Os Soldados Secretos de Benghazi
- 2016 - Tartarugas Ninja - Fora das Sombras
- 2018 - Um Lugar Silencioso
- 2018 - A Primeira Noite de Crime
- 2018 - Bumblebee
- 2021 - Um Lugar Silencioso - Parte II